# مايك الكسندر (سائق سباق)
مايك الكسندر (بالإنجليزية: Mike Alexander)‏ هو سائق سباق أمريكي، ولد في 31 يوليو 1957 في فرانكلين في الولايات المتحدة.

## وصلات خارجية
- مايك الكسندر على موقع Racing-Reference.info (الإنجليزية)